# Помпейська Лакшмі
Помпейська Лакшмі — індійська статуетка зі слонової кістки, виявлена під час розкопок Помпей у 1930-х роках.
Ймовірно, зображує Лакшмі, богиню родючості, краси та багатства, що вшановується індуїстами і буддистами. Зберігається у Секретному кабінеті Національного археологічного музею Неаполя (номер 149425).

## Виявлення
Статуетку виявили у невеликому будинку на Віа дель Аббонданца на руїнах Помпеї. Цей будинок зараз називається «Будинком індійської статуетки». Рік виявлення — між 1930 і 1935, за іншими даними — 1938.
Богиня зображена майже оголеною, якщо не брати до уваги її розкішних коштовностей. З боків стоять дві жінки-служниці, які дивляться вбік і тримають посудини з косметичними засобами.
Існування цієї статуетки в Помпеях у 79 році н. е., коли місто було поховане виверженням Везувію, свідчить про наявність індо-римської торгівлі в I столітті н. е. Національний археологічний музей у Неаполі визначив, що статуетка була створена в Індії у першій половині того ж століття.

## Походження
Раніше вважалося, що статуетка створена в Матхурі, але зараз вірогіднішим місцем походження вважається Бхокардан, оскільки там виявили дві ідентичні фігурки. Статуетка має круглий отвір у верхній частині голови. Щодо призначення отвору існує декілька теорій: за однією з них статуетка служила ручкою якогось предмета, за іншою — статуетка була однією з ніжок столу на трьох ніжках, вирізаного зі слонової кістки, та походила із держави Сатавахана.
Західні Кшатрапи за часів раджі Нахапане захопили Сатавахану в середині I століття н. е. Існує ймовірність, що Помпейська Лакшмі разом з іншим «трофейним мистецтвом» була продана Кшатрапами на захід. З твору «Перипл Еритрейського моря» відомо, що на той час Західні Кшатрапи торгували з Римською імперією.